# Deutsche Einband-Meisterschaft 2008/09

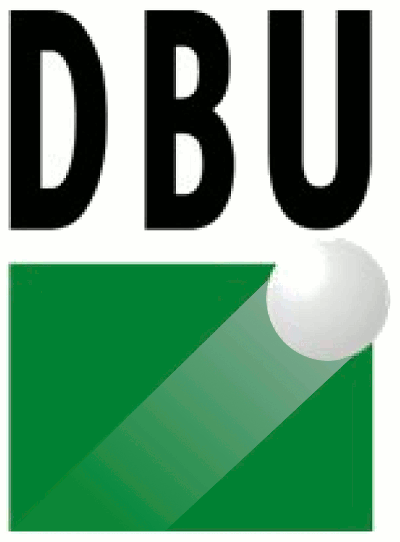
Verbandslogo: DBU

Veranstaltungsort: Bad Wildungen

Die Deutsche Einband-Meisterschaft 2008/09 ist eine Billard-Turnierserie und fand vom 5. bis zum 6. November 2008 in Bad Wildungen zum 55. Mal statt.

## Geschichte
Die Entscheidung dieser Meisterschaft wurde nicht durch die Spielstärke, sondern in einem Bandenentscheid entschieden. Das Finale endete mit 100:100 in 14 Aufnahmen. Danach folgte ein Tiebreak. Dieser endete nach drei Aufnahmen auch Unentschieden. Jetzt wurde die Meisterschaft durch einen Bandenentscheid entschieden. Hier brachte Sven Daske den Spielball knapp näher an die Abstoßbande als Wolfgang Zenkner und wurde Meister. Damit wurde erstmals eine Meisterschaft so entschieden. Leider sind dem Verfasser keine weiteren Informationen vom Turnier bekannt.
Die Ergebnisse stammen aus der österreichischen Billard-Zeitung Billard.

## Modus
Gespielt wurde in zwei Vierergruppen bis 100 Punkte oder 20 Aufnahmen. Die zwei Gruppenbesten kamen danach in die K.o.-Spiele des Halbfinales. Ab hier wurde bis 100 Punkte ohne Aufnahmenbegrenzung gespielt.
Die Endplatzierung ergab sich aus folgenden Kriterien:
1. Matchpunkte (MP)
2. Generaldurchschnitt (GD)
3. Bester Einzeldurchschnitt (BED)
4. Höchstserie (HS)

## Teilnehmer (alphabetisch)
1. Torsten Lechelt (BC Neustadt/Rgbe.), Titelverteidiger
2. Sven Daske (BC Schiffweiler)
3. Carsten Lässig (BG Coesfeld)
4. Norbert Ohagen (BSV München)
5. Arnd Riedel (BC Wedel)
6. Olaf Röber (BSV Langenfeld)
7. Dieter Steinberger (BC Kempten)
8. Wolfgang Zenkner (BC München)

## Endspiel
| Finale           |     |            |    |      |      |     |
| Wolfgang Zenkner | 0:2 | 100(10)    | 14 | 7,14 | –    | 340 |
| Sven Daske       | 2:0 | 100(10/BE) | 14 | 7,14 | 7,14 | 36  |

## Abschlusstabelle
| MP    | Match Punkte (Sieger = 2; Unentschieden = 1; Verlierer = 0) |
| SV    | Satzverhältnis (nur bei Turnieren im Satzsystem)            |
| Pkte. | Erzielte Karambolagen                                       |
| Aufn. | benötigte Aufnahmen                                         |
| GD    | Generaldurchschnitt                                         |
| MGD   | Mannschafts-Generaldurchschnitt                             |
| BED   | Bester Einzeldurchschnitt eines Spielers                    |
| BEMD  | Bester Einzeldurchschnitt einer Mannschaft                  |
| BSD   | Bester Satzdurchschnitt eines Spielers                      |
| HS    | Höchstserie                                                 |
| WRP   | Weltranglistenpunkte                                        |

| Klassement                | Klassement | Klassement         | Klassement | Klassement | Klassement | Klassement | Klassement | Klassement | Klassement |
| Phase                     | Platz      | Name               | MP         | Pkt.       | Aufn.      | GD         | BED        | HS         |            |
| ------------------------- | ---------- | ------------------ | ---------- | ---------- | ---------- | ---------- | ---------- | ---------- | ---------- |
| Finale                    | 1          | Sven Daske         | 10:0       | 467        | 74         | 6,31       | 9,09       | 36         |            |
| Finale                    | 2          | Wolfgang Zenkner   | 6:4        | 490        | 71         | 6,90       | 12,50      | 44         |            |
| Halb- finale              | 3          | Dieter Steinberger | 4:4        | 363        | 74         | 4,90       | 6,66       | 50         |            |
| Halb- finale              | 3          | Torsten Lechelt    | 4:4        | 249        | 68         | 3,66       | 5,26       | 40         |            |
| Gruppen- phase            | 5          | Arnd Riedel        | 4:2        | 205        | 60         | 3,41       | 5,26       | 25         |            |
| Gruppen- phase            | 6          | Norbert Ohagen     | 2:4        | 131        | 45         | 2,91       | 4,50       | 24         |            |
| Gruppen- phase            | 7          | Olaf Röber         | 0:6        | 206        | 58         | 3,55       | –          | 27         |            |
| Gruppen- phase            | 8          | Carsten Lässig     | 0:6        | 166        | 48         | 3,45       | –          | 32         |            |
| Turnierdurchschnitt: 4,57 |            |                    |            |            |            |            |            |            |            |